# 卡默尔塔尔
卡默尔塔尔是德国巴伐利亚州的一个市镇。总面积41.72平方公里，总人口3345人，其中男性1670人，女性1675人（2011年12月31日），人口密度80人/平方公里。